# James Gilkes
James Gilkes (James Wren Gilkes; * 21. September 1952) ist ein ehemaliger guyanischer Sprinter.
Als Student der Fisk University in Nashville wurde er 1974 NCAA-Meister über 220 Yards. 1975 wechselte er zur University of Southern California. Bei den Panamerikanischen Spielen in Mexiko-Stadt siegte er über 200 Meter in 20,43 s mit 26 Hundertstelsekunden Vorsprung auf den US-Amerikaner Larry Brown und wurde Vierter über 100 Meter. Bei den Olympischen Spielen 1976 in Montreal wäre Gilkes nach seiner Position in der Weltrangliste über 100 und 200 Meter ein Endlaufkandidat gewesen, durfte aber nicht starten, da sich Guyana dem Olympiaboykott der afrikanischen Staaten anschloss.
Bei den Commonwealth Games 1978 in Edmonton belegte Gilkes über 100 Meter den vierten Platz hinter den Olympiasiegern Donald Quarrie, Allan Wells und Hasely Crawford, über 200 Meter gewann er Silber hinter Wells; in beiden Rennen waren die Zeiten wegen zu starker Windunterstützung nicht rekordfähig. Im selben Jahr stellte Gilkes bei regulären Windverhältnissen mit 10,19 und 20,14 s persönliche Bestleistungen auf, die als guyanische Landesrekorde über 30 Jahre nicht unterboten werden konnten.
1979 belegte Gilkes bei den Panamerikanischen Spielen in San Juan mit neun Hundertstelsekunden Rückstand auf den Kubaner Silvio Leonard den zweiten Platz über 200 Meter; die Zeiten waren wegen zu starker Windunterstützung nicht bestenlistenreif. 1980 trat Gilkes bei den Olympischen Spielen in Moskau an, verpasste aber auf beiden kurzen Sprintstrecken knapp den Finaleinzug.
James Gilkes ist 1,88 m groß und wog in seiner aktiven Zeit 72 kg.

## Persönliche Bestzeiten
- 100 m: 10,19 s, 12. September 1978, Ingelheim am Rhein (ehemaliger nationaler Rekord)
- 200 m: 20,14 s, 12. September 1978, Ingelheim am Rhein (nationaler Rekord)
- 400 m: 46,02 s, 12. April 1980, San José